# Julio César Rodrigo de Santiago
Julio César Rodrigo de Santiago (León, 1934-25 de enero de 2009) fue un cirujano y político español. 

## Carrera política
En las elecciones generales de España de 1977 fue elegido senador por la provincia de León. Tras las elecciones municipales de España de 1979 es elegido diputado provincial y nombrado presidente de la Diputación provincial de León. En las elecciones municipales de España de 1991, 1995 y 1999 es elegido concejal del Ayuntamiento de León por el Partido Popular.
Murió el 25 de enero de 2009 a causa de una dolencia cardíaca.
| Predecesor: Emiliano Alonso Sánchez-Lombas | Presidente de la Diputación Provincial de León 1979 - 1983 | Sucesor: Manuel Cabezas Esteban |